# 埃德蒙·卡特赖特
埃德蒙·卡特赖特（英語：Edmund Cartwright，1743年4月24日—1823年10月30日）英国发明家、企业家、牧师。

## 生平
从牛津大学毕业后，1785年发明了动力织机，标志着纺织技术进入了工业化织造时代。